# Хорде
Хорде (Горде) — гора в Украинских Карпатах, в массиве Покутско-Буковинские Карпаты. Расположена в пределах Надворнянского района (частично Верховинского района) Ивано-Франковской области, юго-восточнее села Татаров и севернее села Волова.
Высота 1478,7 м. Вершина незалесненная, склоны крутые (особенно южные), поросшие лесом. К северо-востоку расположена гора Лысина-Космацкая (1465 м), на юго-восток — гора Версалем (1406,7 м), по которой поднимается высочайшая вершина Покутско-буковинских Карпат — Ротило (1483 м).